# Breno Pires
Breno Lemos Pires (Recife, 1988) é um jornalista investigativo brasileiro formado em Comunicação Social com habilitação em Jornalismo pela Universidade Federal de Pernambuco (UFPE) em 2010. Iniciou sua carreira em 2008 como repórter no Jornal do Commercio e no Portal NE10, ambos sediados no Recife.
Em 2012, transferiu-se para São Paulo, onde trabalhou como repórter no jornal O Estado de S. Paulo, atuando na cobertura política e judiciária.
Entre 2013 e 2016, integrou a equipe do canal SporTV, da TV Globo, com passagens pelo Rio de Janeiro e pela Cidade do México, onde foi correspondente durante a Copa do Mundo de 2014.
Retornou ao Estadão em 2016, estabelecendo-se na sucursal de Brasília. No Distrito Federal, destacou-se por reportagens investigativas, incluindo a divulgação da lista confidencial de políticos e empresários implicados nas delações da Odebrecht, no âmbito da Operação Lava Jato, a chamada Lista de Fachin.
Em 2020, foi pesquisador visitante no Center on Global Economy and Governance da Universidade Columbia, em Nova York.
Desde 2021, atua como repórter na revista Piauí, com foco em reportagens investigativas sobre política e fiscalização do poder público.
Ao longo de sua carreira, recebeu diversos prêmios de jornalismo, incluindo o Prêmio Petrobras, Prêmio IREE de Jornalismo, Prêmio Não Aceito Corrupção e Prêmio Estadão. Foi também finalista do Prêmio Gabo e do Prêmio Javier Valdez.